# Грабица (гмина)
Грабица (пол. Grabica) — сельская гмина (волость) в Польше, входит как административная единица в Пётркувский повет, Лодзинское воеводство. Население — 6104 человека (на 2004 год).

## Сельские округа
1. Борышув
2. Бжоза
3. Цисова
4. Дзевулины
5. Грабица
6. Гутув-Дужы
7. Гутув-Малы
8. Кафар
9. Камоцинек
10. Кобылки-Дуже
11. Кшепчув
12. Любанув
13. Любоня
14. Лютославице-Жондове
15. Майданы
16. Майкув-Фольварк
17. Майкув-Малы
18. Майкув-Сьредни
19. Олендры
20. Острув
21. Папеже
22. Полесе
23. Русоцины
24. Шидлув
25. Шидлув-Колёня
26. Твардославице
27. Заборув
28. Жондло
29. Жероне
30. Жыхлин

## Соседние гмины
1. Гмина Длутув
2. Гмина Дружбице
3. Гмина Мощеница
4. Пётркув-Трыбунальски
5. Гмина Тушин
6. Гмина Воля-Кшиштопорска